# Agnosine

Lage

Agnosine (Dialetto bergamasco Gnùsen) ist ein Dorf und eine Gemeinde im Val Sabbia der Provinz Brescia sowie Teil der Comunità Montana della Valle Sabbia.
Zu Agnosine gehören die Fraktionen Binzago, Casale, Renzana, San Lino, Sant’Andrea, Trebbio.